# Peters Spießblattnase
Peters Spießblattnase (Phylloderma stenops) ist eine Fledermaus in der Unterfamilie der Lanzennasen und die einzige Art der Gattung Phylloderma. Das Taxon wurde zeitweilig zur Gattung der Eigentlichen Lanzennasen (Phyllostomus) gezählt.

Das Verbreitungsgebiet von Peters Spießblattnase

## Merkmale
Mit einer Kopf-Rumpf-Länge von 83 bis 100 mm, einer Schwanzlänge von 14 bis 21 mm und einem Gewicht von 25 bis 39 g ist Peters Spießblattnase eine große in der Familie Blattnasen. Sie hat 66 bis 81 mm lange Unterarme, 18 bis 25 mm lange Hinterfüße sowie 24 bis 29 mm lange Ohren. An Lippen und Kinn befinden sich fransige Auswüchse, die jedoch nicht so deutlich sind wie bei der Fransenlippenfledermaus (Trachops cirrhosus). Weitere Kennzeichen des Kopfes sind ein fast nacktes Gesicht, dreieckige Ohren mit deutlichen Spitzen sowie ein Nasenblatt, das mit der Oberlippe verwachsen ist. Die Grundform des Nasenblatts ähnelt einem Hufeisen und darauf befindet sich eine lanzenförmige Spitze. Im kurzen, braunen bis rotbraunen Fell der Oberseite können weiße Flecken auftreten. Auf der Unterseite kommt helleres graues Haar vor mit hellen Spitzen, was an Raureif erinnert. Peters Spießblattnase hat schwarze Flughäute, die im Bereich des halben Unterarms behaart sind. Der kurze Schwanz ist völlig von der Schwanzflughaut umschlossen. Auf jeder Seite des Oberkiefers sind zwei Schneidezähne, ein Eckzahn, zwei Prämolaren und drei Molaren vorhanden. Die Zahnreihe im Unterkiefer ist fast gleich, mit Ausnahme eines weiteren Prämolars pro Seite.

## Verbreitung
Das Verbreitungsgebiet reicht vom südlichen Mexiko über Mittelamerika bis ins nördliche Bolivien und südöstliche Brasilien. Südlich von Ecuador kommt die Art nur östlich der Anden vor. In Nicaragua wurde diese Fledermaus bisher nicht registriert. Peters Spießblattnase lebt im Flachland und in Gebirgen bis 2600 Meter Höhe.
Als Habitat werden immergrüne feuchte Wälder und Galeriewälder bevorzugt. Die Art besucht auch Sümpfe, Landwirtschaftsflächen sowie Buschwälder.

## Lebensweise
Die Nahrung besteht aus Früchten und Insekten, die gelegentlich mit kleinen Wirbeltieren komplettiert wird. Die größte registrierte Beute war ein Nagetier, das wahrscheinlich zur Gattung Kurzstachelratten (Proechimys) zählte. Vermutlich ruht Peters Spießblattnase am Tage in Baumhöhlen. Die Nahrungssuche erfolgt oft in Gruppen. Manche Weibchen waren mit einem Embryo trächtig.

## Gefährdung
Für den Bestand liegen keine Bedrohungen vor. Die IUCN listet die Art, da die Gesamtpopulation als stabil eingeschätzt wird, als nicht gefährdet (least concern).